# La spia di Jerry
La spia di Jerry (The Mouse from H.U.N.G.E.R.) è un film del 1967 diretto da Abe Levitow. È il trentesimo dei 34 cortometraggi animati della serie Tom & Jerry prodotti da Chuck Jones con il suo studio Sib-Tower 12 Productions, distribuito il 21 aprile del 1967 dalla Metro-Goldwyn-Mayer.

## Trama
È notte fonda e Jerry, un agente segreto, a bordo del suo Dragster raggiunge ed entra nel suo quartier generale. La sua missione è infiltrarsi nella villa di Tom e rubare un gigantesco frigorifero pieno di formaggio, custodito dal gatto. Jerry raggiunge la villa, ma Tom lo scopre subito e tenta di sbarazzarsi del topo, preparando una serie di trappole. Tuttavia Jerry riesce sempre a cavarsela e il tutto finisce per ritorcersi contro di Tom. Alla fine Jerry riesce a prendere il frigo e lo carica sul suo veicolo, mentre Tom si trascina verso l'ingresso della sua villa e infine crolla a terra sconfitto. Jerry intanto prende il volante del suo dragster e sfreccia verso la città, mentre il sole sorge all'orizzonte.